# Kenora (Ontario)
Kenora ist eine Stadt in der kanadischen Provinz Ontario. Sie wurde Ende des 19. Jahrhunderts als Rat Portage gegründet und liegt an der westlichen Grenze der Provinz am Lake of the Woods.
In der Provinz Ontario gilt grundsätzlich die „Eastern Standard Time“ (UTC−5). Da Kenora jedoch westlich von 90° West liegt, gilt hier die „Central Standard Time“ (UTC−6). Kenora ist neben Dryden die einzige Stadt im Kenora District, in der die „Central Standard Time“ gilt.

## Geographie
Das westliche Ontario liegt auf einem der ältesten Gebiete der Erde, dem kanadischen Schild, wobei Kenora sich am Rande des Schildes befindet. Die Stadt liegt am nördlichen Ufer des Lake of the Woods, dessen Südufer bereits zu Minnesota, Vereinigten Staaten, gehört. Der Lake of the Woods ist ein Überrest des eiszeitlichen Agassizsees. 50 km westlich befindet sich die Grenze zur Provinz Manitoba.

## Klima
|                        | Jan   | Feb   | Mär   | Apr  | Mai  | Jun   | Jul  | Aug  | Sep  | Okt  | Nov  | Dez   |   |       |
| Mittl. Temperatur (°C) | −17,3 | −12,9 | −5,6  | 3,6  | 11,8 | 16,7  | 19,5 | 18,2 | 11,9 | 5,1  | −4,9 | −14,1 | ⌀ | 2,7   |
| Mittl. Tagesmax. (°C)  | −12,6 | −7,9  | −0,5  | 9    | 17,4 | 21,8  | 24,4 | 23,1 | 16,4 | 8,9  | −1,5 | −9,9  | ⌀ | 7,5   |
| Mittl. Tagesmin. (°C)  | −22   | −17,8 | −10,6 | −1,8 | 6,2  | 11,6  | 14,5 | 13,3 | 7,4  | 1,3  | −8,2 | −18,3 | ⌀ | −2    |
|                        |       |       |       |      |      |       |      |      |      |      |      |       |   |       |
| Niederschlag (mm)      | 26,1  | 19,3  | 27,7  | 32,7 | 64,3 | 107,8 | 95,3 | 85,8 | 81,2 | 53,7 | 42,3 | 25,7  | Σ | 661,9 |
|                        |       |       |       |      |      |       |      |      |      |      |      |       |   |       |
| Regentage (d)          | 14,1  | 11,1  | 10,6  | 8,2  | 11,4 | 13,3  | 13   | 12,1 | 12   | 12,7 | 14   | 14,4  | Σ | 146,9 |
|                        |       |       |       |      |      |       |      |      |      |      |      |       |   |       |
| Luftfeuchtigkeit (%)   | 67,3  | 61,3  | 54,9  | 44,6 | 45,2 | 51,7  | 52,4 | 54,4 | 58,6 | 62,4 | 72,1 | 71,7  | ⌀ | 58    |

| −22 |

| −17,8 |

| −10,6 |

| −1,8 |

| 6,2 |

| 11,6 |

| 14,5 |

| 13,3 |

| 7,4 |

| 1,3 |

| −8,2 |

| −18,3 |

| −22 |

| −17,8 |

| −10,6 |

| −1,8 |

| 6,2 |

| 11,6 |

| 14,5 |

| 13,3 |

| 7,4 |

| 1,3 |

| −8,2 |

| −18,3 |

| N i e d e r s c h l a g | 26,1 | 19,3 | 27,7 | 32,7 | 64,3 | 107,8 | 95,3 | 85,8 | 81,2 | 53,7 | 42,3 | 25,7 |
|                         | Jan  | Feb  | Mär  | Apr  | Mai  | Jun   | Jul  | Aug  | Sep  | Okt  | Nov  | Dez  |

## Geschichte
Die ältesten Spuren von Menschen im Raum Kenora sind 8000 Jahre alt. Vereinzelte Funde lassen darauf schließen, dass vor 5000 Jahren einzelne Stämme und Gruppen hier gejagt und gefischt haben. Die ersten Besiedlungen gab es vor etwa 2000 Jahren, es entwickelte sich in den folgenden 1000 Jahren ein gut organisierte Gesellschaft.
1688 wurde der Lake of the Woods von Jacques De Noyon als erstem Europäer entdeckt. 1732 wurde Fort St. Charles südwestlich von Kenora, im heutigen Minnesota gelegen, gegründet. Von dort aus wurde auch die Gegend nördlich des Sees aus erforscht. Im Rahmen der Unabhängigkeit der Vereinigten Staaten vom Vereinigten Königreich wurde die Grenzziehung zu Kanada geregelt. Mit dem Vertrag von Paris wurde die Grenze auf den 49. Breitengrad festgelegt, lediglich ein kleines Areal am Westufer des Lake of the Woods wurde als Exklave Northwest Angle nördlich des 49. Breitengrads den Vereinigten Staaten zugeschlagen.
Im 19. Jahrhundert nahm die Besiedlung des Seeufers zu. So wurde 1861 ein Handelsposten der Hudson’s Bay Company in der Gegend errichtet, in der sich heute Kenora befindet. Aus diesem Handelsposten entwickelte sich ein Dorf, welches Rat Portage genannt wurde. Dieses Dorf lag an der sogenannten Dawson Road, einer wichtigen Verbindung nach Winnipeg, die im Rahmen der Red-River-Rebellion geschaffen wurde. Im Jahre 1882 erfolgte die offizielle Gründung von Rat Portage. Im sogenannten Ontario-Manitoba border dispute, einer Streitigkeit um die Grenzziehung zwischen Manitoba und Ontario wurde dann 1889 die Zugehörigkeit durch das Privy Council zu Ontario festgelegt.
Die Gemeinde verschmolz jedoch nach kurzem mit den Nachbargemeinden Keewatin und Norman und nahm den Namen Kenora an, der aus den jeweils ersten zwei Buchstaben der Ursprungsgemeinden gebildet wurde. Die Namensänderung hatte durchaus wirtschaftliche Gründe, mit dem Wort "rat" (englisch für Ratte) im Namen konnten schlecht Geschäfte gemacht werden. So weigerte sich die örtliche Mühle, "rat" auf ihre Mehlsäcke aufzudrucken.
1976 wurde die hier seit 1902 betriebene „Cecilia Jeffrey Residential School“ geschlossen. Dabei handelte es sich um eine der in ganz Kanada bestehenden Residential Schools für die Kinder der First Nations und Inuit, die dort internatartig untergebracht wurden. Allgemein kam es in diesen Schulen zu Tausenden von Übergriffen auf die Schüler, zu hohen Sterblichkeitsraten, für die sich die Regierung im Jahr 2008 entschuldigte. Im Februar 2025 wurde Chanie Wenjack, eine Angehörige der First Nations vom Volk der Anishinabe und Schülerin der Schule, durch die kanadische Bundesregierung zu einer „Person von nationaler historischer Bedeutung“ erklärt. Diese Ehrung steht exemplarisch für die negative Erfahrungen Tausender von Kindern der First Nations mit dem System dieser internatartigen Schulen.
Eine weitere Vergrößerung der Stadt erfolgte zur Jahrtausendwende. Im Jahr 2000 verschmolz Kenora mit den Nachbargemeinden Jaffray Melick und Keewatin. Die Zugehörigkeit zu Ontario wurde 2005 wieder in Frage gestellt. Da Kenora geographisch näher an Winnipeg, der Hauptstadt von Manitoba, als an Toronto, der Hauptstadt Ontarios, liegt, entstanden Bestrebungen, sich der Provinz Manitoba anzuschließen.

## Politik

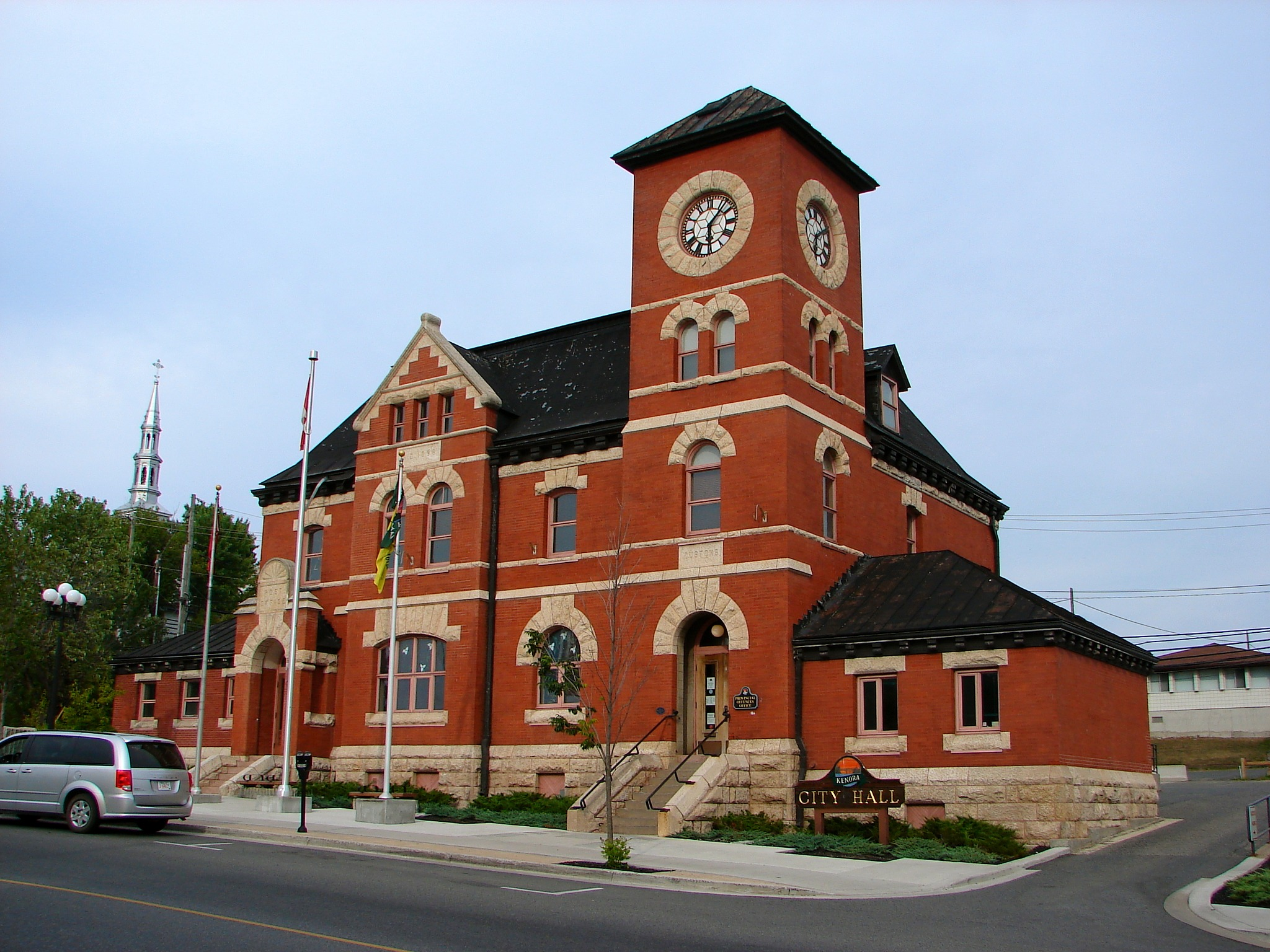
Rathaus

Kenora hat einen Stadtrat (Council), der aus sechs Mitgliedern und dem Bürgermeister besteht. Dieses Council wird jeweils auf vier Jahre gewählt. Im Rahmen der Kommunalwahlen 2010 wurde auch der Bürgermeister bestimmt. Dave Canfield hat dieses Amt erlangt, das er auch schon zuvor in den Jahren 2000 bis 2006 innehatte.
Die Stadt ist in der Legislativversammlung von Ontario mit einer Abgeordneten von der Ontario New Democratic Party, Sarah Campbell, vertreten. Der Vertreter im kanadischen Parlament ist Greg Rickford von den Konservativen.

## Verkehr
Kenora liegt am Trans-Canada Highway (TCH). Dieser führt als Highway 17 durch die Stadt. Alternativ kann die Stadt mit dem Highway 17A umfahren werden. Der TCH führt nach Westen in das ca. 200 km entfernte Winnipeg sowie nach Osten nach Thunder Bay, das sich knapp 500 km östlich befindet. Die Gegend nördlich von Kenora wird durch den Highway 658 erschlossen.
Neun Kilometer westlich der Stadt liegt der Flughafen Kenora.
Durch die Stadt führt die transkontinentale Ost-West-Verbindung der Canadian Pacific, die entsprechende Route der Via Rail verläuft 20 km nördlich der Stadt, in Reditt befindet sich der entsprechende Bahnhof.

## Tourismus
Das touristische Highlight der Stadt ist das Lake of the Woods Museum, das die Geschichte der Stadt und des Umlands aufzeigt. Ständige Ausstellungen sind zu den ersten Besiedlungen, das Alltagsleben zur Jahrhundertwende 19. und 20. Jahrhundert und ein weiterer Themenschwerpunkt ist die Industrialisierung. Darüber hinaus finden weitere wechselnde Ausstellungen statt. Das Museum wurde mit zahlreichen Preisen ausgezeichnet, u. a. auch als das "coolest little museums in Canada".
Außerdem ist Kenora Ausgangspunkt für den Zugang zum Lake of the Woods Provincial Park, der auf verschiedenen Insel südlich der Gemeinde liegt.

## Söhne und Töchter der Stadt
- Alvin Hamilton (1912–2004), Politiker
- Bob Bailey (1931–2003), Eishockeyspieler
- Marianne MacDonald (1934–2019), Schriftstellerin
- Gary Bergman (1938–2000), Eishockeyspieler
- Bob McCammon (1941–2021), Eishockeyspieler, -trainer, -funktionär und -scout
- William White (* 1943), Ökonom
- Mike Smith (* 1967), Zehnkämpfer
- Mike Richards (* 1985), Eishockeyspieler
- Megan Imrie (* 1986), Biathletin
- Abigail Dent (* 2002), Ruderin